# Кодзука, Цугухико
Цугухико Кодзука (яп. 小塚 嗣彦 Кодзука Цугухико, род. 6 ноября 1946 года) — японский фигурист, выступавший в мужском одиночном разряде, трёхкратный чемпион Японии по фигурному катанию. Он представлял Японию на Зимних Олимпийских играх 1968, где занял 18-е место.
В настоящее время работает судьёй в составе ИСУ и тренером. Среди учеников Цугухико Кодзуки находится и его сын, фигурист Такахико Кодзука.